# Bóka
Bóka (szerbül Бока / Boka, németül Boka) település Szerbiában, a Vajdaságban, a Közép-bánsági körzetben, Torontálszécsány községben.

## Fekvése
Nagybecskerektől keletre, Torontálszécsány, Nezsény, Kanak és Surján közt fekvő település.

## Története
Bóka (Báka, Borzovatő) nevét 1333-ban említette először oklevél Baka, 1338-ban Burzuatuebaka néven.
1333-ban a pápai tizedjegyzék szerint a torontáli esperességhez tartozó egyházának papja
1 báni pápai tizedet fizetett.
1361-1362-ben nevét Báka, 1338-ban és 1462-ben Borzvatő Báka néven írták, és az utóbbi években berekszói Hagymási Miklós birtoka volt, aki testvérévé fogadta Szentgirolti Jánost, és annak itteni birtokaira is igényt tartott.
A 15. század végén a faluba a balkáni tartományokból és a kevei területekről érkezett szerb lakosság telepedett le itt, akik a török hódoltság alatt végig megmaradtak a faluban, és a Temesvár visszavétele után kiküldött bizottság 40  szerb lakosok által lakott házat talált itt. Ekkor a települést a pancsovai kerületbe osztották be. 1779-ben pedig, Torontál vármegye visszaállítása után, a becskereki járáshoz csatolták. 

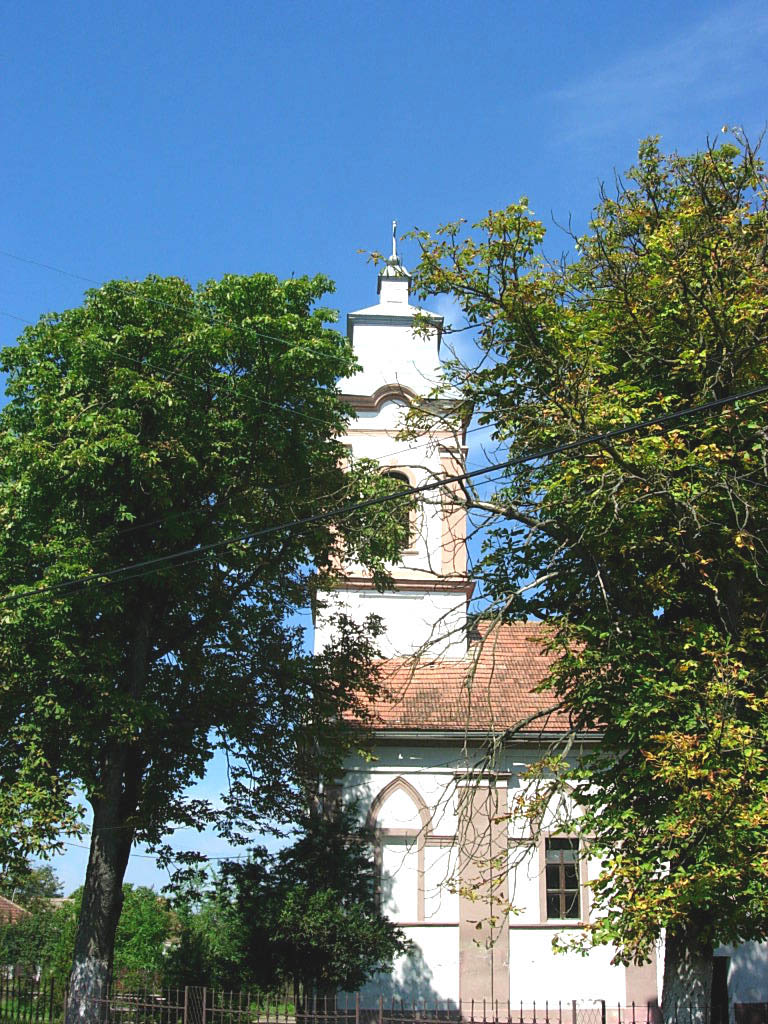
A görögkeleti templom

Az egykori falu a Temes partján feküdt s egészen a Grádácz nevű erdőig terjedt, a régi falu temetője pedig a mostani Bóka közepén volt.
1788. október 17-én, a császári sereg Pancsova ostromára vonulásakor, II. József császár Bókán szállt meg Oberknezevics Pál rác gazdálkodó házában.
1801-ben a billédi uradalommal együtt a zágrábi püspökség birtokába került, mely  egyházi hűbérnökeit telepítették ide, akik a kulpántuli birtokaikat, a melyeket a katonai határőrvidék számára foglaltak le, kénytelenek voltak elhagyni.
A püspökség egyháznemesei 1801-ben telepedtek, itt le és egy külön utcát építettek a Temes-folyótól beljebb, Szerb-Bókával szemben. Ezt az utcát, mely az újabb beköltözködésekkel mind népesebb lett, Horvát Bókának nevezték el.
1910-ben 2975 lakosából 624 magyar, 620 horvát, 1397 szerb volt. Ebből 1437 római karolikus, 37 evangélikus, 1457 görögkeleti ortodox volt.
A 20. század elején Torontál vármegye Módosi járásához tartozott.
Bóka közelében egykor több mára már nem létező település is feküdt; így Kisléczpuszta, Csott, valamint Óléczpuszta, Bécs puszta - melyet 1344-ben említett egy oklevél, Fűszeg faluról 1338-1438-ból maradtak fenn adatok, Igantő - 1338-ban lemlítette először oklevél, 1432-ben itt tartotta közgyűléseit Keve vármegye,  Varsány - 1338-ban említette oklevél, és Kalántelke is.

### Óléczpuszta
Óléczpuszta (Nagylécpuszta) neve 1332-1337 között szerepelt a pápai tizedjegyzékben is, mint egyházas hely. A török hódoltság alatt lakatlanná vált, s lakatlan pusztaként 1723-1725 között még szerepelt Mercy térképén is. A 18. század közepén a kincstártól marhakereskedők bérelték, később a Szamosújvárnémeti Dániel család vette meg. 1779-ben Torontál vármegyéhez csatolták.

### Kalántelke
Kalántelke, a Bár-Kalán nemzetség ősi birtoka volt, a birtokot a Csanád nemzetségből való I. Pongrácz (1218-1256), a Telegdy család őse, és a Bár-Kalán nemzetségből származó felesége kapta az ősz Kalán pécsi püspöktől. A birtokot az 1254. évi osztozkodáskor a Kelemenősfiak és a Waffafiak kapják meg.

## Népesség

### Demográfiai változások
| 1948 | 1953 | 1961 | 1971 | 1981 | 1991 | 2002 | 2011 |
| ---- | ---- | ---- | ---- | ---- | ---- | ---- | ---- |
| 2912 | 2819 | 3260 | 2673 | 2246 | 1992 | 1734 | 1412 |

## Nevezetességek
- Római katolikus temploma - 1840-ben épült
- Görögkeleti temploma - 1852-ben épült újjá

## Jegyzetek

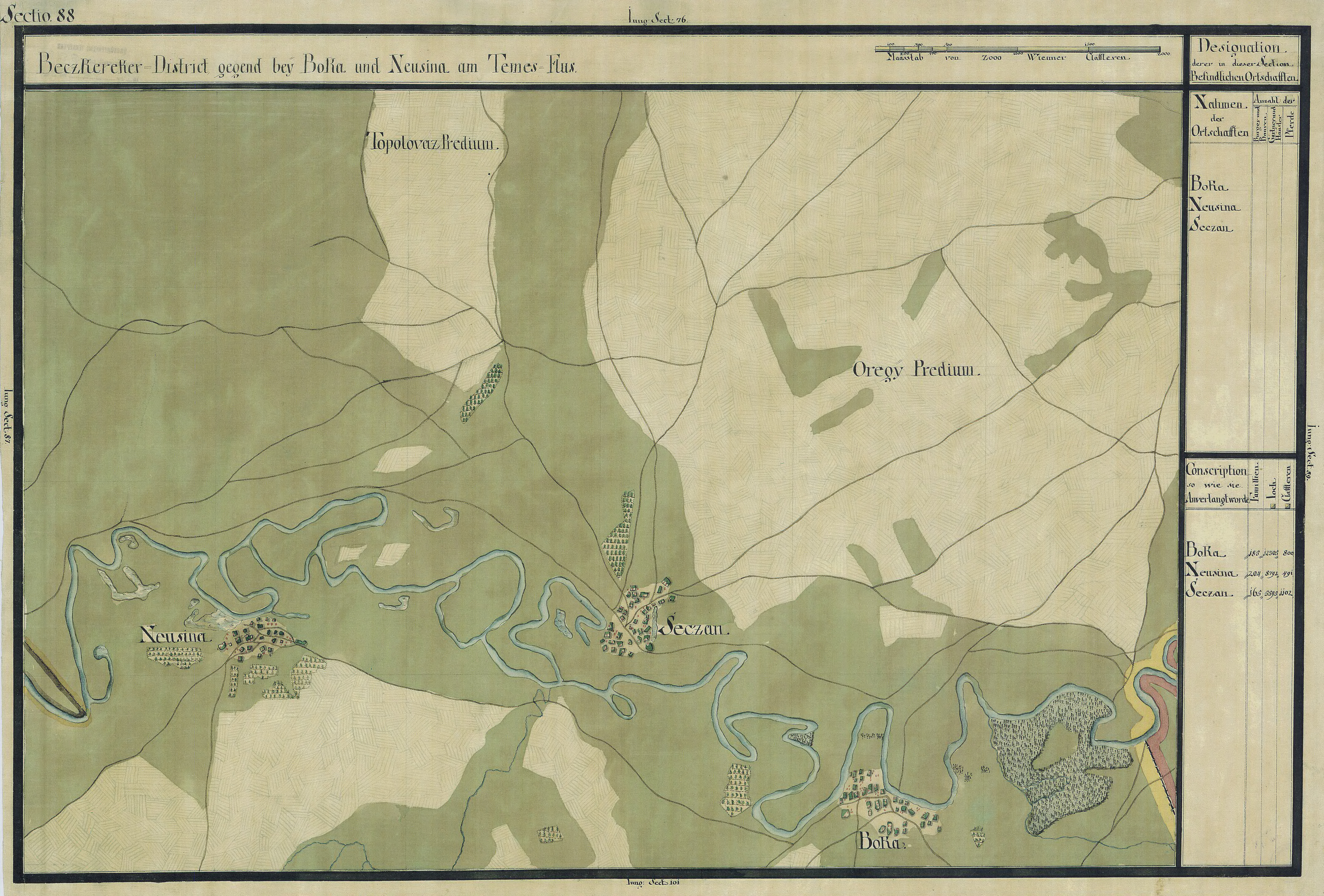
Bóka egy régi térképen